# フォルクスワーゲン・ド・ブラジル

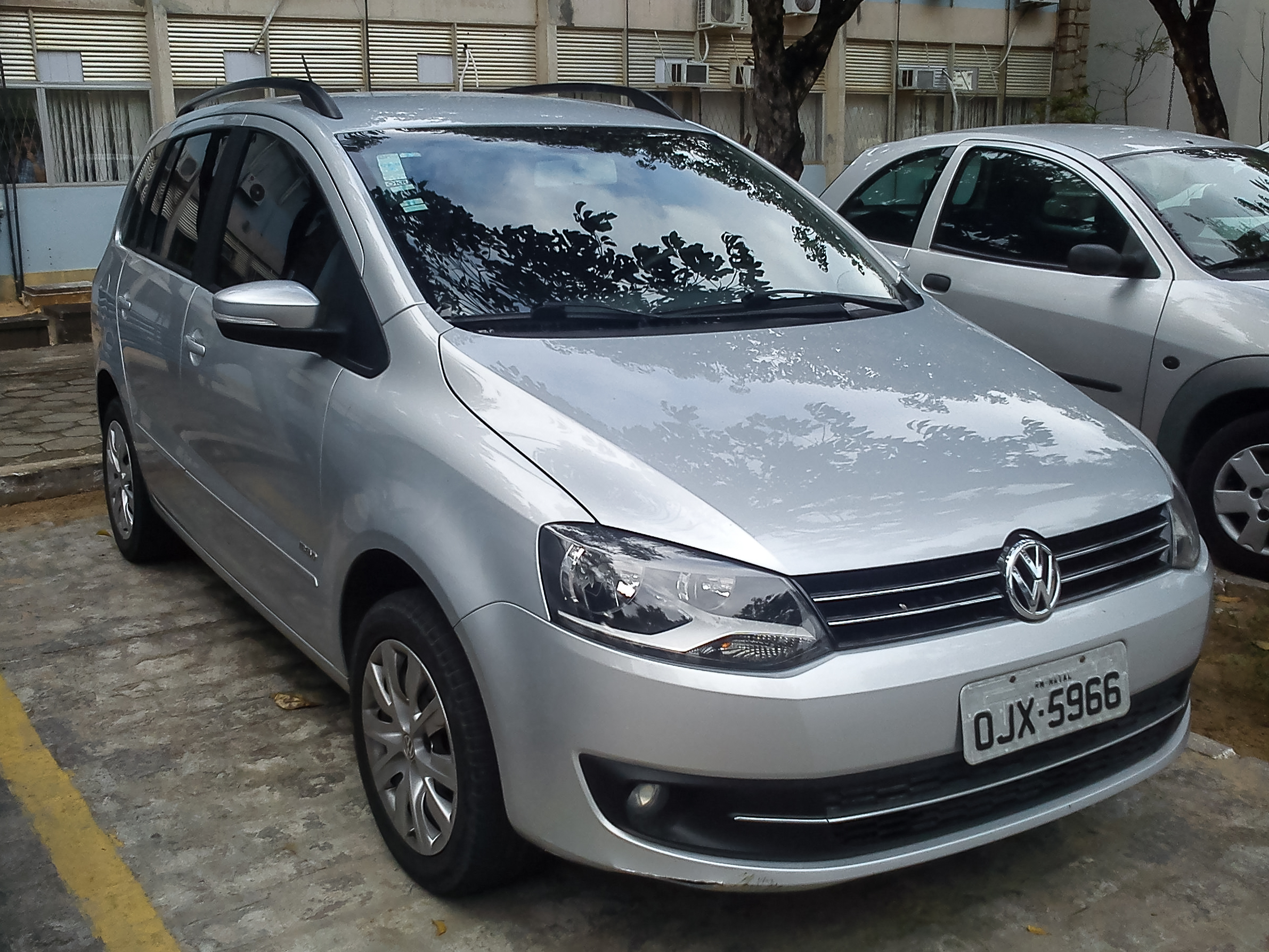
フォルクスワーゲン・ド・ブラジルが生産する「スペースフォックス」

フォルクスワーゲン・ド・ブラジル（Volkswagen do Brasil Ltda.）は、ドイツの自動車会社であるフォルクスワーゲン・グループのブラジル法人。

## 概要

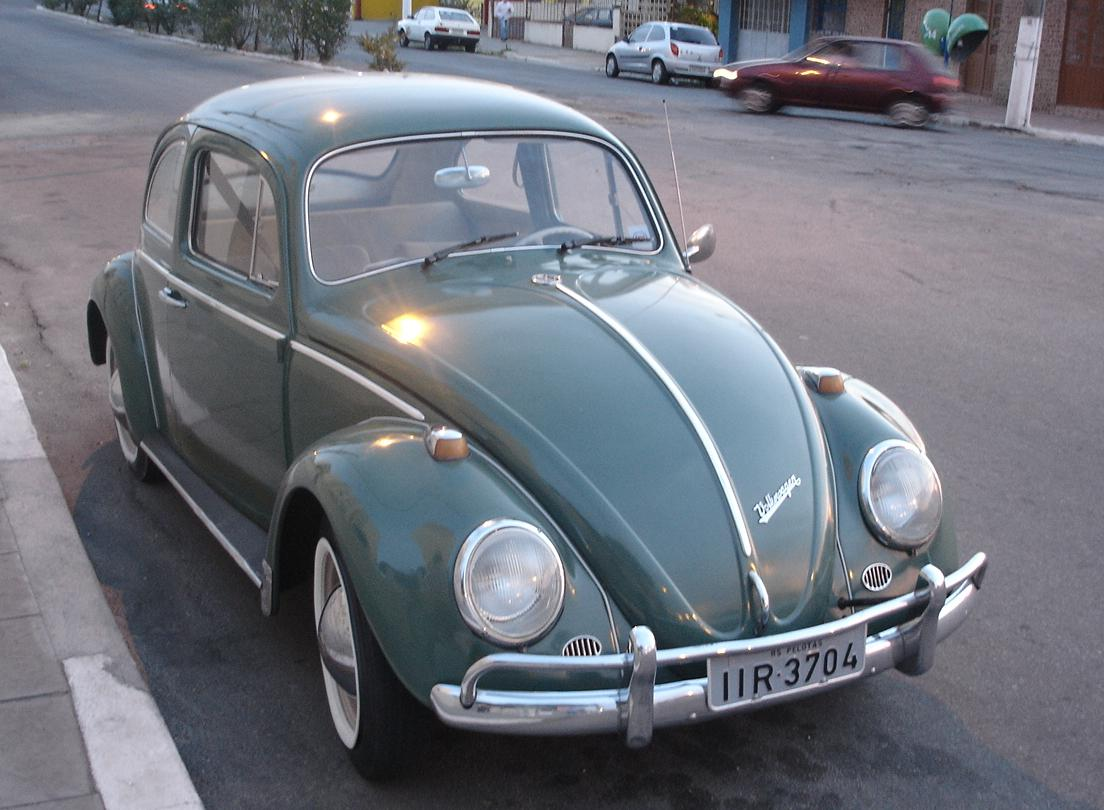
「フスカ」

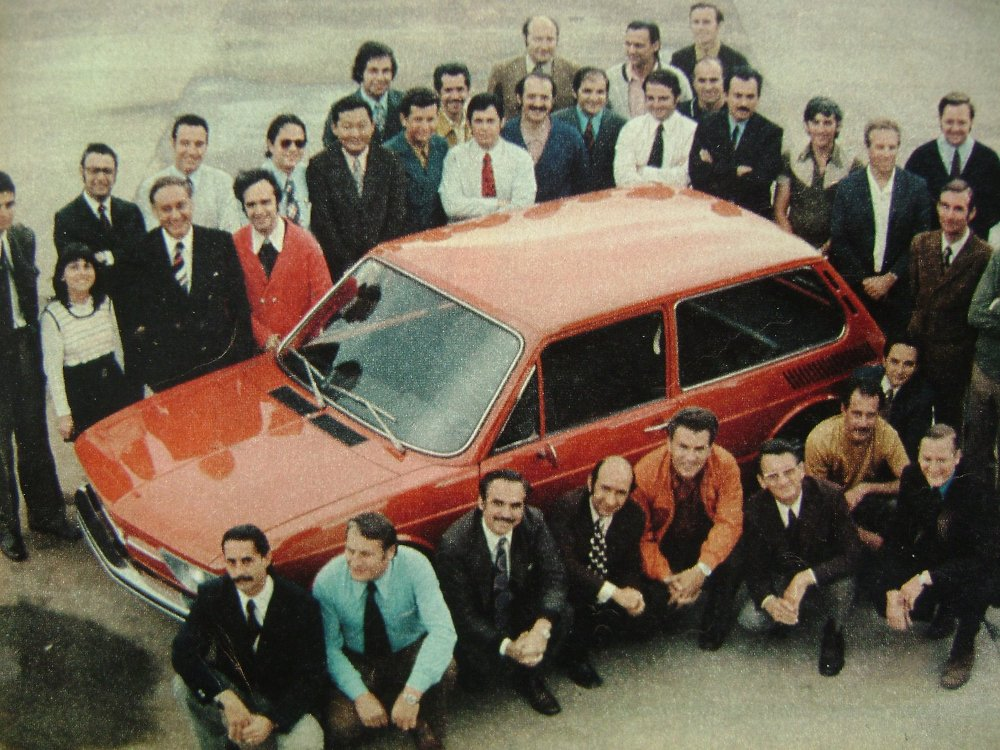
「ブラジリア」とその開発陣

### グループ最大の現地法人
第二次世界大戦後の1953年に、第二次世界大戦の戦禍も受けず、さらに南アメリカ最大の経済規模を持ちドイツ系移民も多いブラジルにおけるフォルクスワーゲンの輸入、販売を行うために設立された。
その後ブラジル国内に生産工場を立ち上げ「ビートル（現地名「フスカ」）」の生産を開始し、さらにその後ブラジルの経済発展に合わせて販売台数を拡大した。さらに1960年代以降は「バリアンチ」、「ブラジリア」や「ゴル」、「フォックス」などの独自モデルの開発、生産を行ってきた。またこれらのモデルは南アメリカやヨーロッパ、アジアやアフリカ諸国に輸出された。
現在は国内に5つの工場を構え、南アメリカやヨーロッパ諸国への輸出も行われ、現在では「フォルクスワーゲン」の名を冠するフォルクスワーゲン・グループの現地法人の中でも最大の規模を持つ存在となった。

### エタノール
また、ブラジル政府が1970年代より推し進めたエタノール車の普及政策を受けて、早くからエタノール及びバイフューエルエンジンの研究および市場導入を行ってきた。1980年代は台数の2割以上がエタノール車だった。

### クライスラー現地法人買収
1979年には経営不振を受けて撤退したクライスラー現地拠点（Chrysler Motors of Brazil Ltda）の生産設備を受け継いだ（1960年以来のシムカ現地法人時から存続していた）。
なおこの際に同社がダッジブランドで生産していた「ダート」などの中型車や、小型車「ポラーラ」の生産は1980年頃に停止したが、同社の生産設備を譲り受け商用車生産に進出し1981年よりトラックなどの生産を開始した。

### 商用車進出

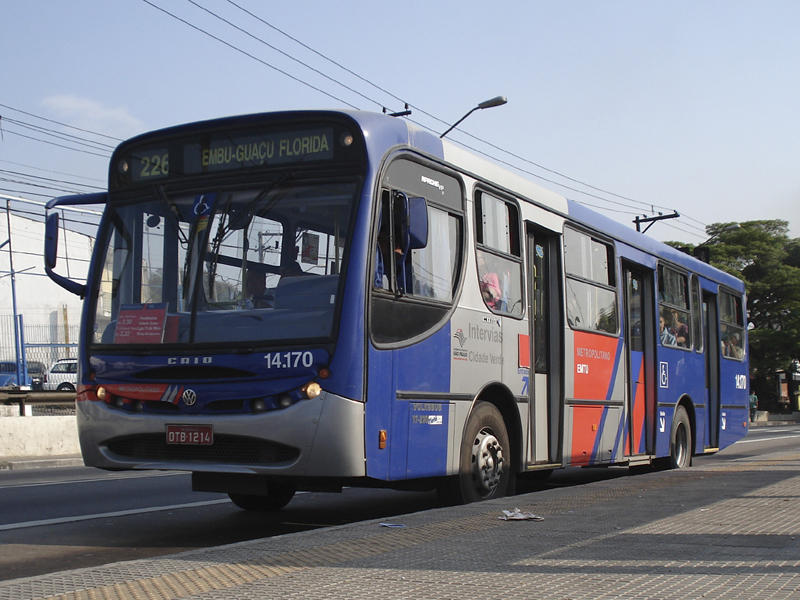
「フォルクスバス」

1981年1月にフォルクスワーゲンGmbH がクライスラーのブラジル法人の同社の株式を100%取得したことで、フォルクスワーゲンブランドの中型トラックの生産にも進出し、1981年2月にフォルクスワーゲンとして南アメリカでは最初のトラックを出荷。同年3月に社名を改め、「フォルクスワーゲン・カミニョーネス（Volkswagen Caminhões）」を設立。
1984年7月にフォルクスワーゲン・カミニョーネスの運営がフォルクスワーゲン本社からフォルクスワーゲン・ド・ブラジルに移管され、1999年末まではフォルクスワーゲン・ド・ブラジルが商用車専門の子会社として運営していた。
2000年1月にフォルクスワーゲン・カミニョーネスはフォルクスワーゲングループ（本社）の商用車部門に統合された。以降、同社は本項のフォルクスワーゲン・ド・ブラジルの子会社ではなくなる。同社の社名は「Volkswagen Trucks and Buses Brazil」に改められ、その後もブラジルにおけるフォルクスワーゲンブランドの大型バスや大型トラック、中型トラックなどを製造、販売していた。この間、ブラジルの大手バス製造会社のマルコポーロ社との提携も行っており、フォルクスワーゲン製のシャーシにマルコポーロ社製のボディを合わせたバスも販売している。
その後、2008年12月にブラジルのトラック・バス部門はフォルクスワーゲングループからMAN（MAN SE）に売却され、社名は「MAN Latin America」に改められた。MAN傘下だが、引き続きフォルクスワーゲンブランドでトラックやバスの販売を行っている。MAN傘下となったことで同社はフォルクスワーゲングループからも外れたが、2011年にフォルクスワーゲングループがMAN SEの過半数株式を取得して子会社化したため、MANを介して再びフォルクスワーゲングループになっている。

### アウトラチーナ
1987年から1995年までは、アメリカ合衆国のフォード・モーター・カンパニーとの合弁会社である「アウトラチーナ」（AutoLatina）を運営していた。同社では、「フォード・エスコート」のフォルクスワーゲン版の「ポインター」を生産していた他、「サンタナ」のフォード版である「ヴェルサイユ」を生産するなど、共同生産することによるコスト削減を画策していたものの、1995年に合弁を解消した。

## 代表的な生産車種

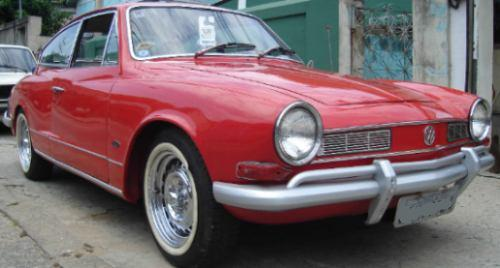
「カルマンギアTC」

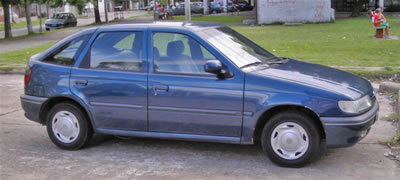
「ポインター」

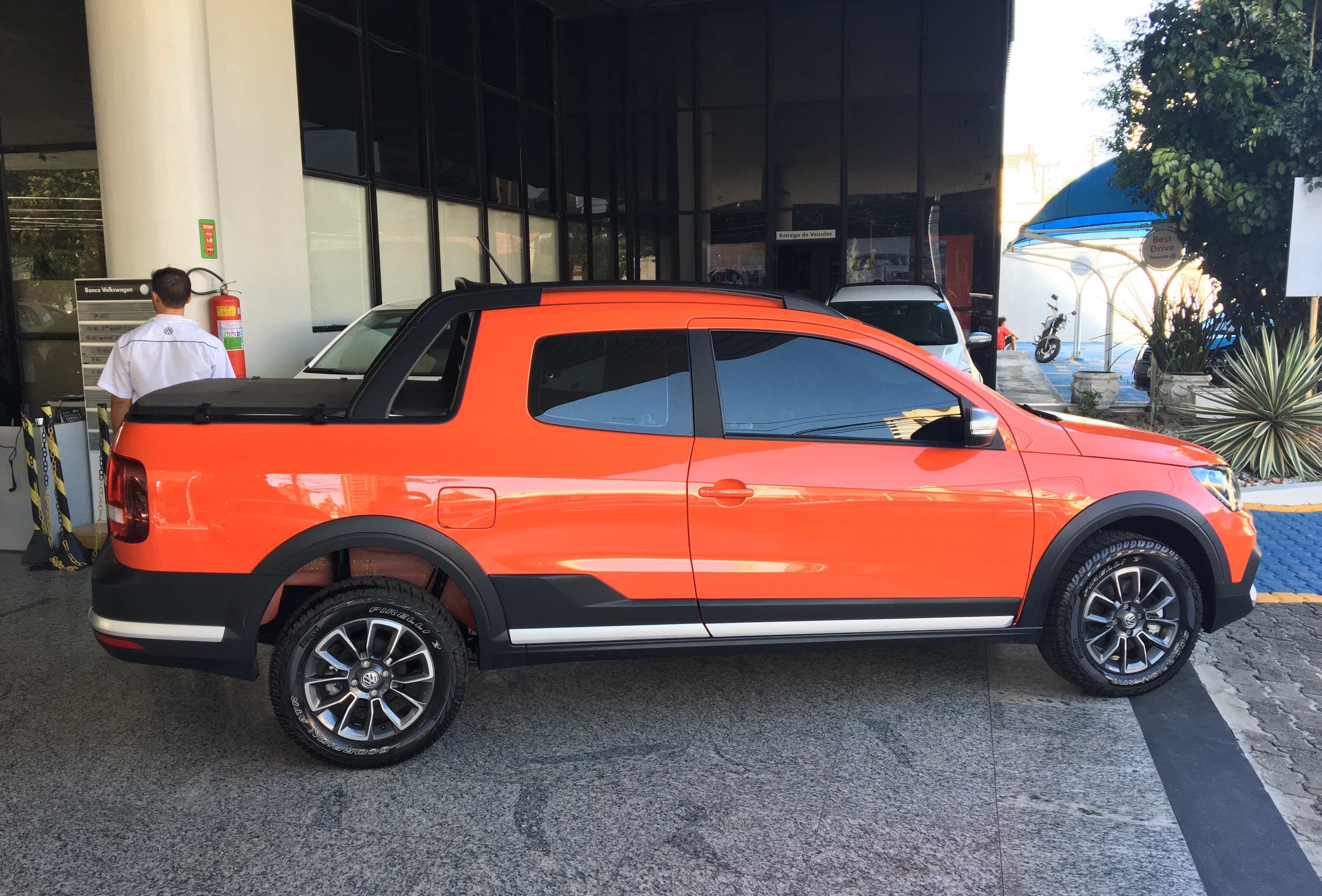
「サベイロ」

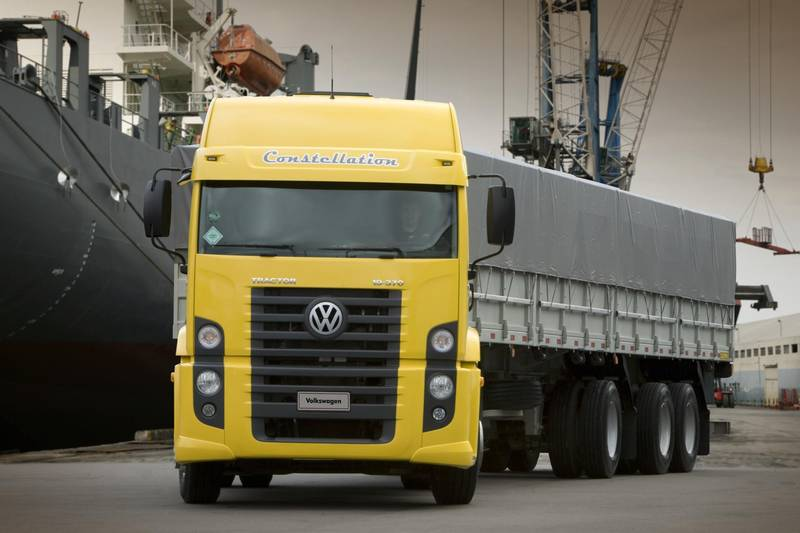
「コンステレーション」

これまでに、ドイツ本国と同一のモデルやカルマンギアだけでなく、ブラジル法人の独自開発車種をはじめ買収したクライスラーの車種やアウトラチーナによるフォードの車種のバッジエンジニアリング版まで、乗用車やスポーツカー、商用車、トラックやバスに至る幅広いラインナップを生産・販売している。

### 乗用車
- フォルクスワーゲン・タイプ1
- フォルクスワーゲン・タイプ2
- フォルクスワーゲン・1600
- フォルクスワーゲン・SP2
- フォルクスワーゲン・カルマンギア/TC
- フォルクスワーゲン・ブラジリア
- フォルクスワーゲン・パサート
- フォルクスワーゲン・フォックス
- フォルクスワーゲン・ゴル（英語版）
- フォルクスワーゲン・ボヤージ
- フォルクスワーゲン・サベイロ
- フォルクスワーゲン・パラティ
- フォルクスワーゲン・ジェッタ
- フォルクスワーゲン・サンタナ
- フォルクスワーゲン・クァンタム

### アウトラチーナ
- フォルクスワーゲン・ポインター

### 商用車
- フォルクスワーゲン・デリバリー
- フォルクスワーゲン・ホルミガ
- フォルクスワーゲン・ワーカー
- フォルクスワーゲン・フォルクスバス
- フォルクスワーゲン・コンステレーション